# Евдокия Алексеевна
Евдокия Алексеевна (17 февраля 1650, Москва — 10 мая 1712, Москва) — царевна, второй ребёнок и старшая дочь в семье царя Алексея Михайловича и его первой жены Марии Милославской.

## Биография
Царевна Евдокия Алексеевна родилась в Москве.
Имя «Евдокия» было для Романовых фамильным: в иночестве так звали одну из сестёр Фёдора Никитича Евфимию (в замужестве княгиню Сицкую), так звалась бабушка Евдокия Стрешнева и рано умершая тётка Евдокия Михайловна.
Большую часть жизни вместе со своими сёстрами провела в царском тереме. В девятнадцать лет лишилась матери. После женитьбы отца на Наталии Нарышкиной не приняла мачеху. Евдокия была на восемнадцать месяцев и пять дней старше царицы Натальи Кирилловны.
Ничем не отличившись, старалась быть всегда в стороне от всех событий. Но после стрелецкого бунта 1698 года Пётр I подозревал её в сочувствии к младшей сестре Софье. Однако причастность Евдокии к мятежу доказана не была и Пётр её не тронул. Оставшуюся жизнь провела в стенах Новодевичьего монастыря, но пострига не принимала. Келейная икона этой царевны «Богоматерь Иверская Понтаитисса», написанная в XVII веке на Северных Балканах, и сейчас находится в Новодевичьем монастыре.
Скончалась Евдокия Алексеевна 10 мая 1712 года в 62 года и была похоронена в Смоленском соборе Московского Новодевичьего монастыря. Её надгробный иконостас, куда входит мерная икона, сохранился в коллекции Исторического музея.

## Вторая Евдокия
У её родителей была ещё одна дочь с тем же именем, прожившая несколько дней — Евдокия Алексеевна (26 — 28 февраля 1669), что вызывает путаницу.